# Орден Звезды Палестины
Орден Звезды Палестины (араб. وسام نجمة فلسطين‎) — высшая награда Государства Палестина до 2015 года.

## История
Орден Звезды Палестины был учреждён после учреждена Палестинской автономии как высшая награда, вручаемая президентом Палестины. До этого высшей наградой был орден Палестинской революции. В 2015 году в качестве высшей награда был создан орден Государства Палестина, а орден Звезды Палестины стал одним из его степеней.

## Известные награждённые
- Султан ибн Абдул-Азиз Аль Сауд (1997)[5];
- Халифа ибн Заид Аль Нахайян (2010)[6];
- Себастьян Пиньера (2011)[7];
- Амр Мусса (2011)[1];
- Дмитрий Медведев (2011)[8];
- Абдель Азиз Бутефлика (2014).[9]